# Pável Lychnikov
Pavel Lychnikoff (16 de febrero de 1967, Moscú, Rusia), también acreditado como Pasha D. Lychnikoff, es un actor ruso que vive y trabaja en Estados Unidos.

## Vida y trabajo
Lychnikoff nació en Moscú, donde asistió a la Universidad Rusa de las Artes Teatrales (formalmente conocida como GITIS).
A principios de la década de 1990, Lychnikoff se mudó a Estados Unidos. Llegó al Aeropuerto Internacional John F. Kennedy con cinco dólares en su bolsillo y solo unas pocas palabras de inglés.
Desde su posterior mudanza a Los Ángeles, Lychnikoff apareció en varios telefilmes y series de televisión y largometrajes. Se lo nota por sus roles como Blazanov, el operador del telégrafo en la serie de HBO Deadwood, y Vadim Youchenko, el mafioso ruso en la película Trade. También aparece como el cosmonauta ruso y compañero de tripulación de Howard Wolowitz en la popular serie de TV The Big Bang Theory.
Lychnikoff también ha hecho varias apariciones teatrales en Rusia. La obra estadounidense escrita por él mismo The Shelter, la cual también dirigió, fue nominada al californiano Ovation Awards en cinco categorías, y el desempeño de Lychnikoff en ella recibió reseñas positivas de varios críticos.

## Filmografía

### Películas
| Año  | Título                                             | Personaje                  | Notas                    |
| ---- | -------------------------------------------------- | -------------------------- | ------------------------ |
| 2018 | Siberia                                            | Boris Volkov               |                          |
| 2014 | Becker's Farm                                      | Carl                       |                          |
| 2014 | Tokarev                                            | Chernov                    |                          |
| 2013 | The Advocates                                      |                            | Película para televisión |
| 2013 | A Good Day to Die Hard                             | Cabbie                     |                          |
| 2012 | Chernobyl Diaries                                  | Doctor                     |                          |
| 2011 | Bucky Larson: Born to Be a Star                    | Dimitri/Distribuidor       |                          |
| 2011 | Valley of the Sun                                  | K.K.                       |                          |
| 2010 | Grace Bedell                                       | David Mann                 | Cortometraje             |
| 2010 | The Odds                                           |                            | Película para televisión |
| 2009 | Star Trek                                          | Comandante romulano        |                          |
| 2009 | The Perfect Sleep                                  | Vassily                    |                          |
| 2008 | Mia et le Migou                                    | Staravitch                 | Voz                      |
| 2008 | Indiana Jones y el reino de la calavera de cristal | Soldado ruso               |                          |
| 2008 | Cloverfield                                        | Hombre ruso en la calle    |                          |
| 2008 | Reservations                                       | Tomas                      |                          |
| 2007 | Charlie Wilson's War                               | Piloto de helicóptero ruso |                          |
| 2007 | A Thousand Years of Good Prayers                   | Boris                      |                          |
| 2007 | Trade                                              | Vadim Youchenko            |                          |
| 2006 | Miami Vice                                         | Agente del FBI ruso        |                          |
| 2005 | Fun with Dick and Jane                             | Andrei/Load Boxer          | No acreditado            |
| 2003 | The Flannerys                                      |                            | Película para televisión |
| 2000 | Bob, Verushka & the Pursuit of Happiness           | Illya                      |                          |
| 1998 | Skip Chasers                                       |                            |                          |
| 1998 | Bad Cop, Bad Cop                                   |                            | Película para televisión |
| 1997 | Playing God                                        | Andrei                     |                          |
| 1997 | Air Force One                                      | Carcelero #1               |                          |
| 1997 | Crash Dive                                         | Newton                     |                          |

### Televisión
| Año       | Título                            | Personaje             | Episodio/s |
| --------- | --------------------------------- | --------------------- | --- |
| 2013      | Childrens Hospital                | Chico malo #1         | - Blaken |
| 2013      | NCIS: Los Ángeles                 | Michael Zirov         | - Descent |
| 2013      | New Girl                          | Comprador #1          | - A Father's Love |
| 2012      | The Big Bang Theory               | Dimitri Rezinov       | - The Countdown Reflection - The Date Night Variable - The Decoupling Fluctuation - The Higgs Boson Observation - The Re-Entry Minimization |
| 2012      | Eagleheart                        | Holst                 | - Exit Wound the Gift Shop |
| 2012      | Bent                              | Vlad                  | - Pilot - Smitten - A-Game - HD - Mom - Tile Date |
| 2011      | Chaos                             | Alexei Dratchev       | - Love and Rockets |
| 2011      | The Cape                          | Comandante ruso       | - Kozmo |
| 2010      | Undercovers                       | Warner Kaminsky       | - Crashed - A Night to Forget |
| 2010      | The Defenders                     | Sr. Nicolec           | - Las Vegas v. Reid |
| 2010      | Law & Order: Special Victims Unit | Anton Petrov          | - Ace |
| 2009      | Lie to Me                         | Jones                 | - Grievous Bodily Harm |
| 2009      | Leverage                          | Head Goon             | - The Ice Man Job |
| 2008      | My Own Worst Enemy                | Nikolai Yeknikov      | - The Night Train to Moscow |
| 2008      | Chuck                             | Victor Federov        | - Chuck Versus the Undercover Lover |
| 2007      | CSI: Nueva York                   | Yuri Sokov            | - Past Imperfect |
| 2005-2006 | Deadwood                          | Blazanov              | - Childish Things - Amalgamation and Capital - Advances, None Miraculous - The Whores Can Come - Boy-the Earth-Talks-To - True Colors - Full Daith and Credit - A Two-Headed Beast - A Rich Find - Unauthorized Cinnamon - Leviathan Smiles - Amateur Night - The Catbird Seat - Tell Him Something Pretty |
| 2006      | The Shield                        | Mikula Popovich       | - Trophy |
| 2003      | 10-8: Officers on Duty            | Raymond Castoff       | - Lucy in the Sky |
| 2003      | Threat Matrix                     | Konstantin Noskeno    | - Cold Cash |
| 2003      | She Spies                         | Gerente del bar       | - Crossed Out |
| 2003      | CSI: Miami                        | Victor Ratsh          | - Evidence of Things Unseen |
| 2002      | Sin rastro                        | Prisionero            | - He Saw, She Saw - Midnight Sun |
| 2002      | Alias                             | Zoran Sokolov         | - Passage: Part 1 |
| 2002      | The Agency                        | Jefe de la mafia rusa | - The Understudy |
| 2001      | Big Apple                         | Mitya                 | - Pilot - Best Laid Plans - A Passport to the Universe - Follow the Blender - Episode #1.7 - Episode #1.8 |
| 1966-2000 | NYPD Blue                         | John Shenkov/Dimitri  | - Burnin' Love (Dimitri) - Everybody Plays the Mule (John Shenkov) |
| 1999      | Nash Bridges                      | Vladamir Yodka        | - Power Play |
| 1998      | Beyond Belief: Fact or Fiction    |                       | - Surveillance Camera - A Touch of Evil |
| 1998      | Brooklyn South                    | Dimitri Gort          | - Fools Russian |
| 1997      | C-16: FBI                         | Cyril                 | - Russian Winter |
| 1997      | Michael Hayes                     | Dubov                 | - Death and Taxes |
| 1997      | Cielo negro                       | Josef                 | - White Rabbit |

### Videojuegos
| Año  | Título                                    | Rol                          | Notas        |
| ---- | ----------------------------------------- | ---------------------------- | ------------ |
| 2013 | Battlefield 4                             | Dimitri "Dima" Mayakovsky    | Modelo y voz |
| 2010 | Singularity                               | Voces adicionales            |              |
| 2008 | Tom Clancy's EndWar                       |                              |              |
| 2008 | Dark Sector                               | Soldado/Civil                |              |
| 2006 | SOCOM: U.S. Navy SEALs Combined Assault   | Voz adicional                |              |
| 2005 | Medal of Honor: European Assault          | Cherryenko/Voces adicionales |              |
| 2003 | Freedom Fighters                          |                              |              |
| 2003 | Medal of Honor: Allied Assault: Spearhead |                              |              |